# Gimnasio de Vedio
El Gimnasio de Vedio es el nombre usado para un gimnasio y termas de la] ciudad de Éfeso en Asia Menor, en la actual Turquía. Sus ruinas forman parte del sitio de Éfeso, declarado Patrimonio de la Humanidad por la Unesco.

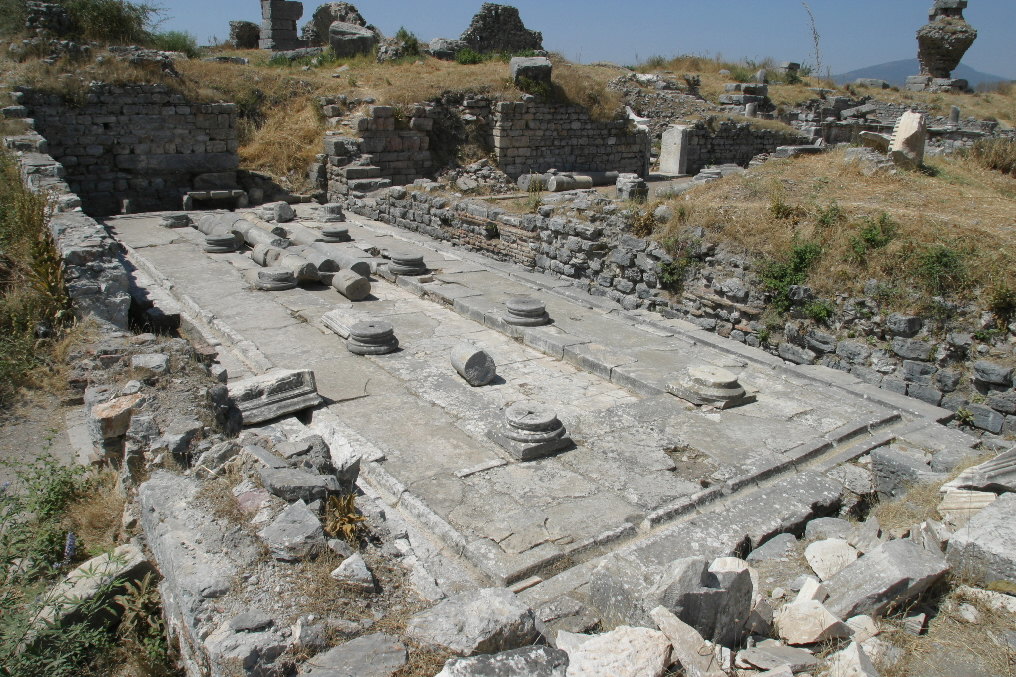
Letrina del gimnasio.

Se construyó en el Imperio romano, a mediados del siglo I. Según una inscripción hallada en las ruinas, fue construido por Marco Claudio Publio Vedio Antonino Fedro y su esposa Flavia Papiana. El gimnasio estaba dedicado a Artemisa de Éfeso, al emperador Antonino Pío y a la ciudad de Éfeso. En la antigüedad, el edificio se conocía como el «Gimnasio de Coreso».
Se ubicaba al norte del Estadio de Éfeso, con unas dimensiones aproximadas de 135 × 75 metros. En la parte oriental del complejo se encontraba un patio con columnas que servía de palestra, de unos 40 × 50 metros. En su lado oeste se encontraba una sala dedicada al culto imperial de Antonino Pío, con una estatua del emperador y un altar. En la esquina suroeste se encontraba una letrina de 17 metros de largo. En la parte occidental del complejo se encontraban las termas, que contaban con un amplio salón en el centro y un frigidarium. Al oeste se encontraban primero el tepidarium y luego el caldarium, así como los apoditerios. Los baños estaban decorados con copias de esculturas famosas. El edificio,  se mantuvo en uso como termas hasta finales del V tras una importante rehabilitación en el primer cuarto del siglo V. Fue destruido por un gran incendio en la segunda mitad del siglo VI.
Cerca del gimnasio se encontraba la Puerta Coreso de la muralla de la ciudad.